# 堡状层积云
堡状层积云（学名：Stratocumulus castellanus，缩写： Sc cas )，是层积云的一种。层积云的上部由相互独立向上发展的云块组成，但这些云块的下部连接于通过一个共同的云底。这些向上发展的云块形似角楼或是炮塔，排成一列，使云的整体呈现锯齿状的外观。层积云的垂直高度有时会超过其水平宽度，从云的两侧看起来特征非常明显。层积云可以发展至相当大的规模，其在垂直发展程度强烈时可转化为层积云性浓积云；在上部呈现出平滑、纤维状或是出现纹理时，又或出现雷电、暴雨及冰雹天气时，则其转化为了层积云性积雨云。